# NY-1: Live at the Village Vanguard
Albums de Martial Solal
Portrait in Black and White
(2000) Rue de Seine
(2006)
NY-1: Live at the Village Vanguard est un album en trio du pianiste de jazz français Martial Solal, enregistré avec François Moutin et Bill Stewart, sorti en 2003 sur le label Blue Note.

## Historique
Le batteur Paul Motian, avec qui Martial Solal a enregistré plusieurs fois, a encouragé Lorraine Gordon, propriétaire du Village Vanguard, à inviter le pianiste : absent de la scène new-yorkaise depuis deux décennies, Solal est méconnu aux États-Unis,.
La résidence d'une semaine débute le 18 septembre 2001, soit une semaine après les attentats du 11 septembre 2001. Jusqu'au dernier moment l'engagement est incertain, mais finalement les concerts sont maintenus, et Solal réussit à prendre un avion le jour même,. Il monte sur scène en compagnie de François Moutin et Bill Stewart, dans une salle quasiment vide les deux premiers jours. Le premier soir, le trio ne joue que des standards, devant un public émotif touché par la beauté et la perfection du jeu de Solal.
The New York Times écrit un article sur la présence de Solal, et le club fait salle comble. The Village Voice écrit également un article enthousiaste.
Les morceaux présents sur l'album sont enregistrés les trois dernières soirées, alors que les musiciens sortent des standards et prennent plus de risques.

## À propos de l'album
L'album alterne standards et compositions de Solal.
Sur NY-1, qui tire son nom de la chaine d'information new-yorkaise que le pianiste regardait, Solal cherche à dépasser autant que possible la mesure, sans jamais abandonner la mélodie.
Suspect Rhythm, composition centrale de Martial Solal avec sa fille Claudia Solal, offre un degré d'intensité supérieur aux autres morceaux, avec les trois musiciens s'entraînant les uns les autres : les teintes dramatiques, avant-gardistes et presque vocales du pianiste se mêlent avec la walking bass de François Moutin. Après un interlude à l'archet, le trio se lance sur un beat bluesy.
Le thème de What Is This Thing Called Love? n'est qu'évoqué. Body and Soul est plus identifiable, Solal remplit l'espace avec ses ruptures de rythme caractéristiques.

## Réception critique
L'album est salué par la critique : All About Jazz,, The Times. Pour Jim Santella, « [le Village Vanguard] est l'endroit parfait pour cet enregistrement. […] Le résultat donne à l'auditeur l'impression d'être sur place ». « Le pianiste rend un magnifique hommage à New York ». Pour Bill Shoemaker (JazzTimes), « peu importe sa nationalité ou son âge, Martial Solal est un des meilleurs pianiste de la scène jazz, une évidence confirmée par NY-1 ».
Thomas Conrad (JazzTimes) regrette que le son soit médiocre : le disque est enregistré avec un simple micro stéréo, les circonstances à New York rendant impossible le transport de matériel de qualité.

## Liste des pistes
| No | Titre                           | Musique                                               | Durée |
| -- | ------------------------------- | ----------------------------------------------------- | ----- |
| 1. | NY-1                            | Martial Solal                                         | 5:40  |
| 2. | What Is This Thing Called Love? | Cole Porter                                           | 14:08 |
| 3. | Suspect rhythm                  | Martial Solal, Claudia Solal                          | 9:14  |
| 4. | Body and Soul                   | Edward Heyman, Robert Sour, Frank Eyton, Johnny Green | 8:02  |
| 5. | Zag zig                         | Martial Solal                                         | 8:00  |
| 6. | Softly as in a morning sunrise  | Sigmund Romberg, Oscar Hammerstein II                 | 13:00 |
| 7. | Lombardy                        | Martial Solal                                         | 10:15 |

## Musiciens
- Martial Solal : piano
- François Moutin : contrebasse
- Bill Stewart : batterie